# Trimethylsilylkyanid
Trimethylsilylkyanid je organická sloučenina se vzorcem (CH3)3SiCN, skládající se z kyanidové (CN-) a trimethylsilylové skupiny. Používá se v organické syntéze jako ekvivalent kyanovodíku. Připravuje se reakcí kyanidu lithného s trimethylsilylchloridem.
LiCN + (CH3)3SiCl → (CH3)3SiCN + LiCl

## Struktura
Struktura této sloučeniny je podobná jako u jiných nitrilů. Vyskytuje se v rovnováze s malým množstvím izomerního izokyanidu (CH3)3SiNC.
Téměř izostrukturní terc-butylnitril se na terc-butylizokyanid přeměňuje obtížně.

## Reakce
Trimethylsilylkyanid může být hydrolyzován na kyanovodík a trimethylsilanol:
(CH3)3SiCN + H2O → (CH3)3SiOH + HCN
Váže se na dvojné vazby uhlík-kyslík, například u aldehydů, za tvorby nových vazeb uhlík–uhlík:
RCH=O + (CH3)3SiC≡N → N≡C–CHR–OSi(CH3)3
Produktem je O-silylovaný kyanhydrin.
Další využití nachází trimethylsilylkyanid při přeměnách pyridin-N-oxidů na 2-kyanopyridiny. Tyto reakce se nejlépe provádějí pomocí dimethylkarbamoylchloridu (jako aktivujícího elektrofilu) v dichlormethanu. Je možné i použití benzoylchloridu, kdy se ovšem objevuje nižší výtěžnost i regioselektivita.
Acetonkyanohydrin může z této látky vratně uvolňovat kyanidové anionty.
(4)

## Bezpečnost
Trimethylsilylkyanid je „toxický při požití, styku s kůží či vdechnutí“, protože se působením vody hydrolyzuje na plynný kyanovodík.
Při likvidaci se doporučuje přidání zředěného roztoku hydroxidu alkalického kovu.